# Резвад
Резвад (рум. Răzvad) — село у повіті Димбовіца в Румунії. Входить до складу комуни Резвад.
Село розташоване на відстані 71 км на північний захід від Бухареста, 6 км на схід від Тирговіште, 80 км на південь від Брашова.

## Населення
За даними перепису населення 2002 року у селі проживали 4410 осіб, з них 4406 осіб (99,9%) румунів. Рідною мовою 4407 осіб (99,9%) назвали румунську.